# Praia das Adegas
A Praia das Adegas é uma praia pertencente à freguesia de Odeceixe, município de Aljezur, em Portugal. Fica imediatamente a sul da Praia de Odeceixe.
É uma das praias oficiais de naturismo em Portugal.
O acesso pedonal é fácil.